# Stefano del Lupo
Stefano del Lupo (Carovilli, tra il 1099 e il 1118 – Manoppello, 19 luglio 1191) è stato un monaco italiano appartenente all'ordine benedettino, fondatore di un monastero di cui divenne abate; è venerato come santo dalla Chiesa cattolica.

## Biografia
Nato a Carovilli sotto il pontificato di Pasquale II (1099-1118), fu fondatore e abate del monastero di San Pietro Apostolo in Vallebona (ora nel territorio del comune di Manoppello). Vi morì il 19 luglio 1191.

## Il culto
Secondo una leggenda agiografica avrebbe ammansito prodigiosamente un feroce lupo nelle campagne di Manoppello.
Fino al 1591 il corpo fu conservato in un sepolcro marmoreo della chiesa abbaziale di San Pietro Apostolo in Vallebona, recante la scritta «Qui giace il corpo di S. Stefano Confessore». Nel 1807 i suoi resti furono trasferiti nel paese natale di Carovilli, dove giunsero il 29 settembre, per essere conservati nella chiesa parrocchiale di Santa Maria Assunta.

Un osso del braccio destro è conservato all'interno della Basilica del Volto Santo di Manoppello, nella cappella della Madonna di Pompei.
La sua memoria liturgica cade il 19 luglio, ma a Carovilli è festeggiato anche il 29 settembre, giorno della traslazione dei suoi resti mortali nel paese natio.